# Playahitty
Playahitty fue un grupo italiano, formado a mediados de la década de los años 90, que se caracterizó por su estilo musical Eurodance.
Este proyecto fue creado por el productor Emanuele Asti, quién también estuvo encargado de escribir las canciones en colaboración con Stefano Carrara. La voz del proyecto fue realizada por Giovanna Bersola, alias Jenny B, mientras que la presentación en escena era llevada a cabo por una modelo llamada Marion.
Sus mayores éxitos fueron en los años 1994, con la canción The Summer is Magic y en 1995 con 1,2,3 (Train With Me).
La cantante de este proyecto (Jenny B) prestó su voz para variados proyectos musicales tales como Corona.

## Discografía

### Singles
- 1994: "The Summer is Magic"
- 1995: "1, 2, 3 (Train With Me)"
- 1996: "I Love the Sun"
- 1997: "Another Holiday"
- 1998: "The Man I Never Had"

- Datos: Q1968084